# Ľubomír Reiter
Ľubomír ("Ľuboš") Reiter (Stropkov, 3 december 1974) is een voormalig profvoetballer uit Slowakije die speelde als aanvaller. Hij was actief in Slowakije, Tsjechië en de Verenigde Staten. Reiter sloot zijn loopbaan af in het seizoen 2007-2008 bij Artmedia Petržalka en stapte daarna het trainersvak in.

## Interlandcarrière
Reiter kwam in totaal 28 keer (negen doelpunten) uit voor het Slowaaks voetbalelftal in de periode 2001-2005. Onder leiding van bondscoach Jozef Adamec maakte hij zijn debuut voor de nationale ploeg op 7 oktober 2001 in het WK-kwalificatieduel in Skopje tegen Macedonië (0-5), net als Anton Šoltís. Hij nam in dat duel de openingstreffer voor zijn rekening.